# 红岭镇
红岭镇，是中华人民共和国四川省达州市宣汉县曾经下辖的一个镇。
2016年，撤销红岭乡，设立红岭镇，以原红岭乡所属行政区域为红岭镇的行政区域。

## 行政区划
红岭镇撤销前下辖以下地区：
豆岭社区、松岩村、高洞村、跌马村、豆城村、界湾村、垛石村、湾桥村和茅坪山村。